# Kademangan (Bondowoso)
Kademangan is een bestuurslaag in het regentschap Bondowoso van de provincie Oost-Java, Indonesië. Kademangan telt 7770 inwoners (volkstelling 2010).